# Fernando de la Rosa
Fernando Rosa Sánchez (Jerez de la Frontera, 1932 - ibídem, 25 de marzo de 1962) fue un guitarrista español de flamenco.

## Biografía
Su iniciación con la guitarra la hizo de la mano de Javier Molina «El Brujo de la Guitarra» (del que dicen que inventó las falsetas). Después estudió guitarra con Rafael del Águila, del que era vecino: ambos vivían en la calle Larga, en el Reventón de Quintos (barriada del Marqués de Torresoto). De la Rosa vivía con su familia en la primera casa de la izquierda, que tenía fachada hacia la carretera y la citada calle; Del Águila vivía en la última casa de la derecha, cerca de la vía del tren, en una vivienda que olía a libros, a papel, a tinta, a imprenta y a guitarra. Fernando de la Rosa fue compañero de Juanito Moreno. Moraíto Chico.
Los amigos de Fernando De la Rosa (Terremoto entre otros) le llamaban «El Rosca».
Con Morao Chico comenzó su vida artística yendo por las Ventas a tocar en las fiestas que los señoritos organizaban y disfrutaban y después eran muy difíciles de cobrar. Formaron pareja de tocaores: estudiaban juntos y actuaban uno de la mano del otro. Tanta fue su amistad que Fernando fue padrino de uno de los hijos de Juanito.
Como tantos otros artistas jerezanos, para ganarse la vida, De la Rosa emigró a Barcelona.
En 1961, el escritor Juan de la Plata lo incluyó en su libro Flamencos de Jerez:

Aunque muy joven todavía, Fernando de la Rosa posee una larga experiencia de tocaor y unos conocimientos poco comunes de la guitarra, que le hacen figurar como un apasionado intérprete de los toques flamencos.
Juan de la Plata

De la Plata le escribió esta dedicatoria: «A mi primo Fernando de la Rosa, que toca la guitarra como le da la gana de bien. Con un abrazo, Juan de la Plata. Jerez, 11 de octubre de 1961». En la misma página, Manuel Ríos Ruiz escribió: «En la portada hay un guitarrista rubio como un hueso de aceituna, ¿será Fernando de la Rosa? Manolo Ríos».
El 25 de marzo de 1962, De la Rosa (de 29 años de edad) cuando celebraba con su familia el día del santo de su madre, Encarnación, en la calle Mariñíguez del barrio de San Miguel; falleció repentinamente.